# 疏齿亚菊
疏齿亚菊（学名：Ajania remotipinna）为菊科亚菊属的植物，是中国的特有植物。分布于中国大陆的陕西、甘肃、西藏、四川等地，生长于海拔2,200米至3,800米的地区，一般生长在山坡，目前尚未由人工引种栽培。